# The Dumplings
The Dumplings es una banda de electropop polaca formada en la ciudad de Zabrze en 2011. El dúo está compuesto por Justyna Święs (voz, teclados, sintetizador, bajo) y Kuba Karaś (teclados, sintetizador, samplers, bajo, guitarra eléctrica). Hasta la fecha han publicado tres álbumes: No Bad Days, Sea You Later y Raj. En 2014 fueron galardonados con el Premio Fryderyk a "Mejor Banda Debut del Año" por la Sociedad Polaca de la Industria Fonográfica.

## Discografía

### Álbumes
| Título        | Detalles del álbum                                                                                   | Clasificación en las listas | Ventas         | Certificaciones |
| Título        | Detalles del álbum                                                                                   | POL                         | Ventas         | Certificaciones |
| ------------- | --- | --------------------------- | -------------- | --------------- |
| No Bad Days   | - Lanzamiento: 13 de mayo de 2014 - Discográfica: Warner Music - Formato: CD, descarga digital       | 28                          | - POL: +15,000 | - POL: plata    |
| Sea You Later | - Lanzamiento: 13 de noviembre de 2015 - Discográfica: Warner Music - Formato: CD, descarga digital  | 8                           | - POL: +15,000 | - POL: plata    |
| Raj           | - Lanzamiento: 21 de septiembre de 2018 - Discográfica: Warner Music - Formato: CD, descarga digital | 4                           |                |                 |

### EP
| Títulos                    | Detalles del álbum                                             |
| -------------------------- | -------------------------------------------------------------- |
| Technicolor Yawn (Remixes) | - Lanzamiento: 1 de julio de 2014 - Discográfica: Warner Music |